# Apache Subversion

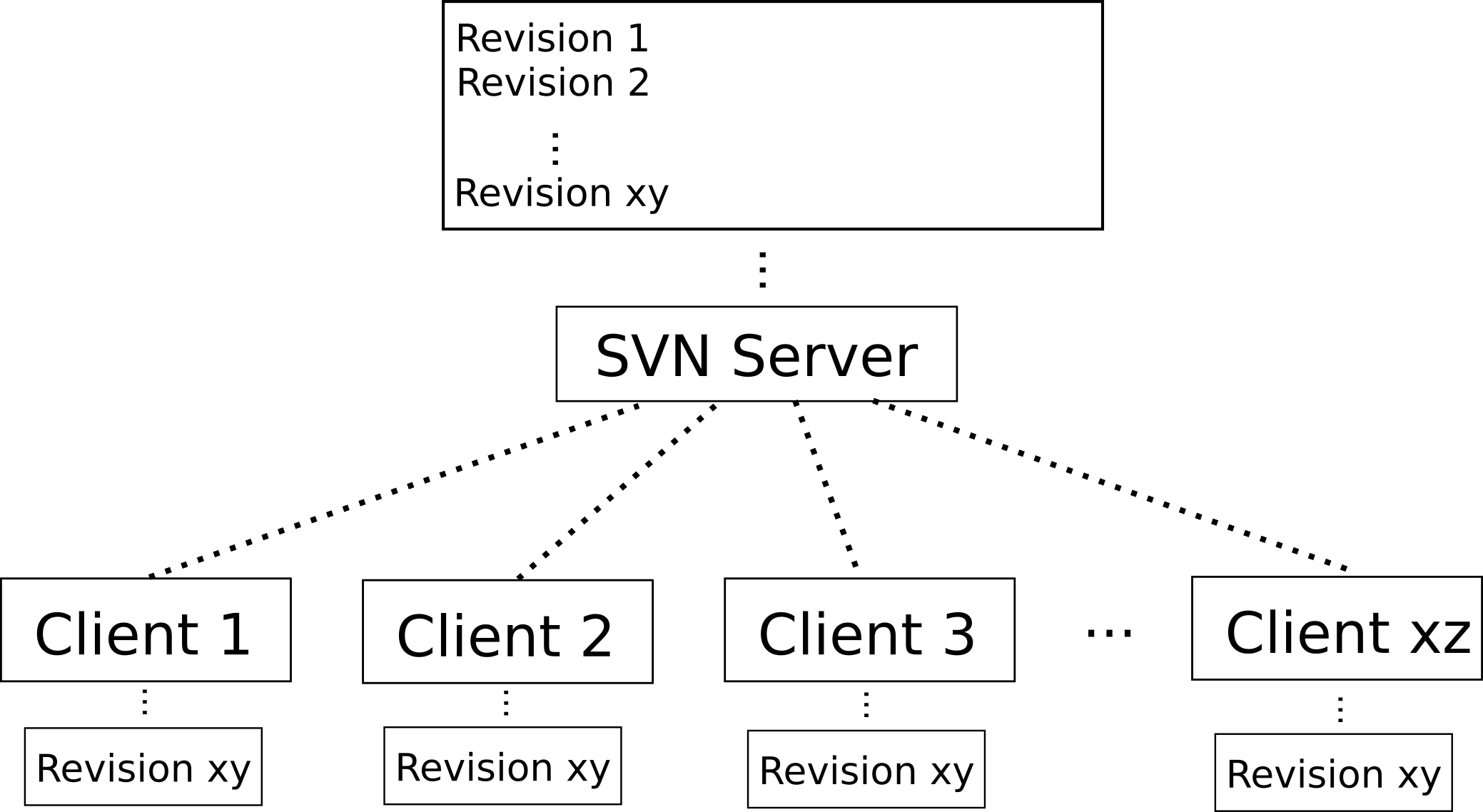
Zentrale Verwaltung eines Repositoriums mit Hilfe von Subversion.

Apache Subversion (SVN) ist eine freie Software zur zentralen Versionsverwaltung von Dateien und Verzeichnissen.
Die Versionierung erfolgt in einem zentralen Repositorium bzw. Projektarchiv (engl. repository) in Form einer einfachen Revisionszählung. Wenn Änderungen an Inhalten verteilt auf den Computern der Bearbeiter ausgeführt werden, werden zwischen dem Projektarchiv und einem Arbeitsplatz jeweils nur die Unterschiede zu bereits vorhandenen Ständen übertragen.

## Allgemeines
Subversion wird als freie Software unter einer Lizenz im Stil der Apache-Lizenz veröffentlicht.
Die Benennung „Subversion“ setzt sich aus den Worten Sub und Version zusammen und kann so als Unterversion, frühere Version verstanden werden. Der Name wurde von Jim Blandy geprägt, der auch das initiale Design des Subversion-Speichers definierte. Er verstand die Software als eine Weiterentwicklung von CVS, wobei als Reaktion auf weit verbreitete Kritik an CVS insbesondere die Handhabung von Versionshistorien geändert wurde. So ist es mit Subversion – im Gegensatz zu CVS – z. B. möglich, Dateien oder Verzeichnisse zu verschieben oder umzubenennen, ohne die Versionsgeschichte zu verlieren. Details finden sich im Abschnitt Unterschiede zu CVS. In der Bedienung der Kommandozeilenversion ist es dagegen sehr ähnlich gehalten.
Mit cvs2svn gibt es einen Konverter, mit dem ein CVS-Repositorium zu Subversion konvertiert werden kann. Auch für die Migration von anderen Versionsverwaltungs-Systemen (etwa PVCS, Visual Source Safe, ClearCase, MKS, Perforce, StarTeam, …) sind verschiedene kostenfreie Import-Werkzeuge erhältlich.

## Geschichte
Subversion wurde seit Anfang 2000 bei CollabNet entwickelt.
Am 4. November 2009 gaben ehemaliger und neuer Hoster in einer gemeinsamen Presseerklärung bekannt, dass das Projekt auf Entschluss von CollabNet zur Apache Software Foundation wechseln werde. Am 7. November 2009 startete Apache Subversion im Apache Incubator, seit 17. Februar 2010 ist Apache Subversion ein Top-Level-Apache-Projekt.

## Veröffentlichungen
| - | 5. Juni 2000       | CVS-Repositorium zur gemeinsamen Entwicklung eingerichtet. |
| 0.9 | 15. Februar 2002   | Große Fortschritte beim Repositoriums-Konverter cvs2svn, Kommando svn switch eingeführt, Quelltext reorganisiert und aufgeräumt, Build-System erneuert. |
| 0.14.0 | 23. Juli 2002      | Erste Alpha-Version veröffentlicht. |
| 0.35.1 | 19. Dezember 2003  | Erste Beta-Version veröffentlicht. |
| 1.0 | 23. Februar 2004   | Version 1.0 fertiggestellt. |
| 1.1 | 29. September 2004 | Projektarchive (Repositorien) können nicht mehr nur in einer Berkeley-Datenbank verwaltet werden, sondern auch direkt im Dateisystem. Internationalisierte Programmausgaben. |
| 1.2 | 21. Mai 2005       | Bearbeitungssperren für Dateien, was für binäre Dateien von Vorteil sein kann. |
| 1.3 | 30. Dezember 2005  | Verbesserungen in den Bereichen Server-Logging, Autorisierung, Programmiersprachen-Anbindungen, Kommando-Optionen und Performance. |
| 1.4 | 10. September 2006 | Neues Programm svnsync, welches das Spiegeln von Projektarchiven (Repositorien) ermöglicht. |
| 1.5 | 19. Juni 2008      | Neue Funktionalität Merge-Tracking, das dokumentierte Zusammenführen verschiedener Teilbäume. |
| 1.6 | 20. März 2009      | Verbesserungen des Merge-Tracking und der Sicherheitsfunktionen. |
| 1.7 | 11. Oktober 2011   | Änderung der Metadatenverwaltung: Anstatt Metadaten in .svn-Ordnern in jedem Unterverzeichnis zu speichern, werden diese jetzt zentral in einem einzigen .svn-Ordner im Hauptverzeichnis der Arbeitskopie in einer SQLite-Datenbank gespeichert. |
| 1.8 | 18. Juni 2013      | Lokales (Working copy) Verschieben/Umbenennen von Dateien wird transparent unterstützt, Vereinfachungen des Re-Integrierens von Teilbäumen, vererbte Eigenschaften und Einstellungen direkt im Projektarchiv. |
| 1.8.18 | 7. Juli 2017       | Kleinere Fehlerbehebungen, unter anderem für mögliche SHA1-Kollisionen |
| 1.8.19 | 10. August 2017    | Sicherheitsupdate um Client-seitige Ausführung von beliebigem Code zu verhindern (CVE-2017-9800). |
| 1.9 | 5. August 2015     | Neues, verbessertes FSFS-Dateiformat Version 7, neues Tool svnfsfs, experimentelles FSX-Dateiformat, neues svn-Unterkommando auth, Server-seitige Performance-Verbesserungen, Erweiterung der Tools svnadmin und svnbench, 3-Wege-Konflikt- und diff3-Verbesserungen, vorausschauendes blame. |
| 1.9.6 | 6. Juli 2017       | Speicherbedarf bei Verwendung großer Mengen an Merge-Metadaten reduziert, einzelne Fehlermeldungen verbessert, Konsistenzprüfung nun unabhängig von Hash-Algorithmen um beispielsweise SHA1-Kollisionen zu entgehen, weitere kleine Fehlerbehebungen. |
| 1.9.10 | 11. Januar 2019    | Sicherheitsupdate um Client-seitige Ausführung von beliebigem Code zu verhindern (CVE-2017-9800). |
| 1.10.4 | 11. Januar 2019    | Improved path-based authz, new interactive conflict resolver, LZ4 compression, FSFS format 8, shelving. |
| 1.10.8 | 12. April 2022     | Letzte Version des 1.10.x-Astes mit Langzeitunterstützung (LTS), mit Erscheinen des 1.14.x-LTS-Asts wurde dieser Ast zum aktuellen „Old-Stable“. Die Unterstützung endete am 24. September 2023. Anwender- und entwicklungsseitige Verbesserungen siehe Änderungshistorie. Enthält weiterhin Patches gegen CVE-2021-28544 SVN authz protected copyfrom paths regression und CVE-2022-24070 Subversion's mod_dav_svn is vulnerable to memory corruption, siehe Beschreibung in Release Announcement for Apache Subversion 1.10.8 sowie dort verlinkte Schwachstellenmeldungen. |
| 1.11.1 | 11. Januar 2019    | Improved shelving, checkpointing, improved tree conflict resolution. |
| 1.12.0 | 24. April 2019     | Improved shelving, improved checkpointing, improvements to the interactive conflict resolver. |
| 1.13.0 | 30. November 2019  | [ 23 ] |
| 1.14.0 | 27. Mai 2020       | [ 24 ] |
| 1.14.2 | 12. April 2022     | Vorherige stabile Version des 1.14.x-Astes mit Langzeitunterstützung (LTS). Anwender- und entwicklungsseitige Verbesserungen siehe Änderungshistorie. Enthält weiterhin Patches gegen CVE-2021-28544 SVN authz protected copyfrom paths regression und CVE-2022-24070 Subversion's mod_dav_svn is vulnerable to memory corruption, siehe Beschreibung in Release Announcement for Apache Subversion 1.14.2 sowie dort verlinkte Schwachstellenmeldungen. |
| 1.14.3 | 28. Dezember 2023  | |
| 1.14.4 | 8. Oktober 2024    | |
| 1.14.5 | 8. Dezember 2024   | Aktuelle stabile Version des 1.14.x-Astes mit Langzeitunterstützung (LTS). |
| 1.14.6 | 2025               | Nächste geplante stabile Version des 1.14.x-Astes mit Langzeitunterstützung (LTS). |
| 1.15.0 | 20XX               | Zukünftige stabile Hauptversion (neuer 1.15.x-Ast). Geplante Client-seitige Verbesserungen: Gleichzeitige Unterstützung mehrerer Arbeitskopieformate in einem Projekt (ab 1.8 bis 1.15). Geschwindigkeitssteigerung. |
| Legende:Ältere Version; nicht mehr unterstütztÄltere Version; noch unterstütztAktuelle VersionAktuelle VorabversionZukünftige Version |                    | |

## Besonderheiten

### Versionsschema
Das Versionsschema von Subversion bezieht sich nicht auf einzelne Dateien, sondern auf das ganze Projektarchiv. Dieses bekommt bei jeder Änderung eine neue „Revisionsnummer“ zugeordnet. Somit kann einfach und konsistent eine exakte Version des Projektarchivs beschrieben werden (z. B. „Revision 2841“ statt „Version vom 23. März 2004 20:56:31 UTC“). Die Revisionsnummer einer Datei entspricht dabei der Revisionsnummer des Projektarchivs zum Zeitpunkt der letzten Änderung der Datei. Die Revisionsnummer eines Verzeichnisses entspricht der höchsten Revisionsnummer aller enthaltenen Dateien und Verzeichnisse. Die Abfolge der Revisionsnummern einer einzelnen Datei kann also durchaus lückenhaft sein, wenn die Datei nicht bei jeder Änderung (Commit) am Repositorium geändert wurde. Beispielsweise könnte eine Datei bei der Revision 40 zum Projektarchiv hinzugefügt und jeweils einmal in der Revision 48 und der Revision 52 verändert worden sein. Beim Abrufen (Checkout) einer Datei wird die größte Revisionsnummer abgerufen, die kleiner oder gleich der angeforderten ist. Wird in dem Beispiel die Revision 52 angefordert, so wird die Revision 52 der Datei abgerufen; wird hingegen die Revision 51 angefordert, liefert Subversion die Inhalte von Revision 48.

### Änderungsverfolgung
Subversion speichert Client-seitig bei jedem Checkout, Update und Commit einer Datei eine Kopie, welche im .svn-Verzeichnis abgelegt wird. Dadurch verdoppelt sich der Speicherbedarf einer Arbeitskopie, allerdings bietet dies bei entfernten Projektarchiven auch einige Vorteile. So können einige Aktionen, wie Anzeige der lokalen Änderungen, ganz ohne Netzwerkzugriff erfolgen, und Subversion muss beim Übertragen nur die geänderten Teile einer Datei übertragen. Auch ist es möglich, jederzeit die Änderungen einer Datei gegenüber ihrer Basisversion zu ermitteln oder zurückzunehmen, ohne das Projektarchiv zu konsultieren.

#### Export-Kommando
Da die im .svn-Ordner enthaltenen Metadaten etwa auf einem Produktivsystem nicht erwünscht sind, gibt es in Subversion das export-Kommando, welches die Dateien ohne die Metadaten des .svn-Ordners ins Dateisystem schreibt. Dies unterscheidet einen Export von einem Checkout.

### Atomare Commits
Commits geschehen in Subversion atomar, das heißt, eine Änderung – auch mehrerer Dateien – wird entweder ganz oder gar nicht ins Repositorium gespeichert. Verbindungsabbrüche und mehrere gleichzeitige Zugriffe können somit nicht zu inkonsistenten Zuständen führen.

### „Billige Kopien“
Subversion ist in der Lage, Kopien von Dateien so zu verwalten, dass den Kopien derselbe Bearbeitungsverlauf gemeinsam ist. Dieser Umstand ist besonders dann nützlich, wenn Änderungen an einer der Dateien in die andere portiert werden sollen. Zur Erstellung einer Kopie werden die Dateien auch nicht dupliziert, sondern es wird eine Datenbank-interne Verknüpfung angelegt, die im weiteren Verlauf genauso weiterverwendet werden kann wie das Original. Von dieser Technik wird häufig als billige Kopie gesprochen.

### Umbenennungs- und Verschiebungskonzept
Das Kopie-Konzept wird bei der Umbenennung und Verschiebung von Dateien eingesetzt: Subversion realisiert diese, indem es eine Kopie anlegt und das Original als gelöscht markiert, dabei kommt es zu keinem Bruch im Versionsverlauf.
Eine native Unterstützung für Verschiebung und Umbenennung ist auf der Entwicklerseite als mittelfristiges Ziel genannt.

### Tag- und Branchkonzept
Neben dem geänderten Datenbank-Modell sticht das zu anderen Versionsverwaltungssystemen völlig unterschiedliche Konzept im Bereich der Benennung von Dateiversionen (sogenanntes Tagging) und der Verzweigung in Varianten (sogenanntes Branching) hervor. Während die Benennung von Tags und Branches in den meisten anderen Versionsverwaltungssystemen wie Git, Mercurial oder auch CVS eine klare semantische Bedeutung hat, kennt Subversion nur das Konzept der „billigen Kopie“, die je nach Nutzungsart „Tag-“ oder „Branch-Charakter“ haben kann. Jede Kopie in Subversion ist demnach automatisch eine Variante dieser Datei oder des Verzeichnisses. Namentliche Kennzeichnungen entstehen in Subversion durch eine Kopie, die später nicht mehr verändert werden sollte. Wegen des Fehlens einer Tag- oder Branch-Semantik obliegt die Strukturierung und Verwaltung von Kennzeichnungen und Verzweigungen dem Benutzer und Administrator. Dabei hat es sich bewährt, für Projekte die Basisverzeichnisse trunk (dt. „Stamm“), branches (dt. „Verzweigungen“) und tags (dt. „Markierungen“) anzulegen. Das Verzeichnis trunk enthält dabei die Hauptentwicklungslinie des Projekts, in branches werden weitere Unterverzeichnisse mit alternativen Entwicklungspfaden verwaltet und in tags eine Kopie von trunk oder einem der branches als Unterverzeichnis angelegt. Zur besseren Übersicht werden je nach Projektanforderungen tags und branches noch in weitere Unterverzeichnisse unterteilt. Als HEAD bezeichnet man die neueste Version (engl. „top revision“) innerhalb einer Verzweigung.

Visualisierung eines Subversion-Projektes

Da branches und tags nur Kopien im Dateisystem sind, entsteht bei deren Erstellung zwangsläufig ein neuer Commit. Zudem muss sich jeder Entwickler an die vorgegebene Semantik halten. So ist es etwa möglich, tags und branches von Teilen des Dateisystems oder gar vom ganzen Dateisystem inklusive aller bisherigen tags und branches zu erstellen, in einen tag nachträglich Änderungen zu committen oder Dateien oder Verzeichnisse außerhalb der vorgesehenen Dateistruktur anzulegen. So ein regelwidriges Verhalten kann durch serverseitige Skripte unterbunden werden.
Da Dateien in Subversion auch versionskontrolliert umbenannt werden können, kann die Projektstruktur jederzeit gestiegenen oder gesunkenen Anforderungen angepasst werden.

### Verzeichnisse und Metadaten
In CVS und anderen Versionskontrollsystemen wie SCCS, RCS oder Git werden nur die Dateien verwaltet. Die Verzeichnisstruktur existiert, entsteht und verschwindet implizit – gemäß der Pfade der verwalteten Dateien. Im Gegensatz dazu gehören in Subversion auch die Verzeichnisse zu den verwalteten Inhalten. Insbesondere verschwindet ein geleertes Verzeichnis nicht automatisch, sondern müsste dazu explizit als gelöscht markiert werden. Hierdurch können in Subversion auch leere Verzeichnisse ein- und ausgecheckt werden.
Weiterhin können in Subversion Metadaten verwaltet werden. Sie werden nicht wie die Inhalte im Verzeichnisbaum abgelegt, sondern direkt in der internen Datenbank gespeichert, und daher bei Verwendung des Export-Befehls auch nicht mit exportiert. Änderungen an den Metadaten werden wie Inhaltsänderungen eingecheckt und erhöhen die Revisionsnummer der annotierten Inhalte.

### Binärdateien
Subversion bietet einen verbesserten Umgang mit Binärdaten. Es erkennt solche Dateien (beispielsweise Bilder oder Audiodateien) weitgehend automatisch, und es werden (wie bei Textdateien) nur die Differenzen zwischen den geänderten Versionen gespeichert.

### Dateilöschung
Dateien, die bereits durch einen Commit im Repositorium gespeichert wurden, können als gelöscht markiert werden, sind dann aber immer noch mit ihrer gesamten Historie vorhanden. Ein vollständiges Entfernen von Dateien (mitsamt Versionshistorie) entspricht nicht den Grundsätzen von Subversion und lässt sich nur mit großem Aufwand als Administrator durchführen.

### Sonstiges
Die Metadaten erlauben die Speicherung von Attributen wie etwa Dateien, die ignoriert werden sollen, oder solche, die auf Systemen, die dies unterstützen, als ausführbar markiert werden sollen. Neben den von SVN vordefinierten Werten, zu denen etwa auch Merge-Informationen gehören, können hier auch beliebige andere Werte hinterlegt werden. Allerdings werden diese Metadaten teilweise als intransparent kritisiert, da sie je nach Client gut versteckt sind und teils von Subversion selbst gesetzt werden.
Wie CVS bietet Subversion den Netzwerkzugriff über einen eigenen Server, auf den mit SSH auch verschlüsselt zugegriffen werden kann. Zusätzlich hierzu und der Speicherung im lokalen Dateisystem, gibt es auch ein Modul für den Apache-2-Webserver, mit dem die Daten auch mit der HTTP/HTTPS-Erweiterung WebDAV übertragen werden können. Somit kann die aktuelle Revision einer Datei auch mit einem gewöhnlichen Webbrowser abgerufen werden.
Subversion verwaltet das gesamte Repositorium in einer Datenbank, deren Dateien nicht die Struktur des Repositoriums-Inhalts widerspiegeln. Die Integrität der Datenbank lässt sich so verzeichnisübergreifend überprüfen. Es stehen dabei aktuell zwei Backends zur Verfügung. Das in der Version 1.1 hinzugefügte fsfs-Backend verwendet ein eigenes Format. Das andere Backend verwendet das Berkeley-Datenbanksystem, dies hat jedoch den Nachteil, dass die Daten einerseits – abhängig von der verwendeten Version – dessen binären Inkompatibilitäten unterliegen, und andererseits den damit eingebrachten Stabilitätsproblemen. Dies kann zur Folge haben, dass ein mit einer älteren Version erstelltes Repositorium an die neue Version angepasst werden muss. Zudem ist der Zugriff über NFS und Windows-Netzwerkfreigaben dann nicht möglich.
Subversion definiert selbst die Zeichenkodierung, welche für Dateinamen und Logbuch-Einträge im Repositorium benutzt wird. Damit können beispielsweise auch Dateien mit Umlauten im Namen auf Systemen mit verschiedenen Zeichen-Codierungen (beispielsweise CP1252 (deutschsprachiges Windows), UTF-8 (Linux)) benutzt werden. Allerdings ergeben sich bei Zeichen in Dateinamen, die in UTF-8 sowohl composed als auch decomposed gespeichert werden können, Probleme auf macOS-basierten Systemen. Dies betrifft etwa Umlaute, die in UTF-8 als ein Zeichen (Ä, composed) und als zwei Zeichen (A und ¨, decomposed) gespeichert werden können.

## Abhängigkeiten von Subversion
Für eine Installation der Basisfunktionen muss ab Version 1.1.0 nur die Apache Portable Runtime-Bibliothek vorhanden sein. Zuvor war auch noch eine Berkeley-DB in einer Version 4.0 oder höher notwendig, was aber hinfällig ist, seit das Repositorium mit Hilfe des FSFS-Backend optional auch direkt im Dateisystem gespeichert werden kann.
Apache 2 und Neon sind für die WebDAV-Nutzung erforderlich, Python 2.x für einige mitgelieferte Test-Skripte, eine SSL-Implementierung, wenn man WebDAV verschlüsseln will. Ab Version 1.4 kann alternativ auch Serf anstatt Neon für WebDAV verwendet werden.
Repositorien werden – wie bei CVS – mit dem Aufruf eines Befehls eingerichtet. Damit kann bei lokalem Zugriff sofort gearbeitet werden. Eine Server-Konfiguration verläuft abhängig von der gewählten Methode unterschiedlich, gleicht aber derjenigen anderer Systeme, CVS eingeschlossen.
Mit dem WebDAV-Modul wird der Apache-HTTP-Server auch direkt zum eigentlichen Serverprozess für Subversion-Repositorien. Die Subversion-Inhalte werden dabei über eine gewöhnliche URL per HTTP oder verschlüsselt per HTTPS adressiert. Mittels eines normalen Web-Browsers kann ein Repositorium durchsucht werden (zumindest die aktuelle Version). Da Subversion damit auch den normalen HTTP-Port 80 verwendet, ist oft keine zusätzliche Konfiguration von Firewall o. Ä. notwendig.
Subversion kann auch mit einem eigenen Apache-unabhängigen Serverprozess verwendet werden. Dieser verwendet ein eigenes Netzwerkprotokoll, das – weil für Subversion optimiert – effizienter ist als das Apache-Modul. Der Standard-Port ist 3690, für verschlüsselte Datenübertragungen und eine entsprechend geschützte Authentifizierung kann das SVN-Protokoll mit SSH kombiniert werden.

## Unterschiede zu CVS
Versionsschema
CVS basiert auf dem älteren RCS-System und hat hiervon das interne Speicherformat übernommen. Dieses Format ist ausschließlich für die Verwaltung der Versionsgeschichte von einzelnen Dateien ausgelegt. CVS hat für die Verwaltung von Projekten mit mehreren Dateien eine sehr einfache Lösung gewählt: Das Projekt wird als Sammlung von Dateien betrachtet, von denen jede für sich eine eigene Historie hat. Insbesondere in der Softwareentwicklung gehören aber häufig Änderungen an mehreren Dateien in einem logischen Schritt zusammen. So muss beispielsweise in einem C-Projekt bei Anpassung einer Funktionsdeklaration in foo.h immer auch die Implementierung in foo.c angepasst werden. Dass der Schritt von foo.h auf die Version 1.5 mit dem Schritt von foo.c auf die Version 1.9 zusammenhängt, kann in CVS nicht abgebildet werden. Es kann nur durch weiche Kriterien wie zeitliche Nähe oder gleiche Commit-Nachricht gefolgert werden oder durch Vergabe eines Tags explizit angegeben werden.
Änderungsverfolgung
CVS berechnet Änderungen Server-seitig und muss somit bei Übertragungen jeweils die gesamte Datei übertragen.
Umbenennungen und Verschiebungen
Umbenennungen und Verschiebungen werden in CVS ebenfalls realisiert, indem eine Kopie angelegt und das Original als gelöscht markiert wird. In CVS kommt es dabei aber zu einem Bruch im Versionsverlauf.
Löschmarkierung von Verzeichnissen
In CVS können nur leere Verzeichnisse gelöscht werden, sie können nicht ohne Verlust der Historie aller enthaltenen Dateien aus dem Repositorium gelöscht werden.
Binärdateiverwaltung
Die Endungen von zu verwaltenden Binärdateitypen müssen in CVS in cvswrapper eingetragen werden, verschiedene Versionen von Dateien dieser Typen müssen aber immer vollständig gespeichert werden.
Zeichenkodierung für Dateinamen und Logbuch-Einträge im Repositorium
Wird von CVS nicht selbst kodiert.

## Distributionen
Eine größere Anzahl von Freiwilligen pflegt verschiedene Binärdistributionen von Subversion, in der Regel mehrere pro Zielsystem. Ebenfalls werden Binärdistributionen zu unterschiedlichen Konditionen von einschlägigen Unternehmen herausgegeben. Das Apache-Subversion-Projekt gibt keine offiziellen Empfehlungen für bestimmte Distributionen heraus, pflegt aber eine Seite mit Weblinks der ihm bekannten Distributionen.

## Grafische Benutzeroberflächen
Es gibt einige ausgereifte Grafische Benutzeroberflächen (GUIs) für Subversion. Sie machen es den Benutzern besonders leicht, auf ein Subversion-Repositorium zuzugreifen. Hier einige Anwendungen:
- Cornerstone: Mac OS X, proprietär
- KDEsvn: Linux (KDE), Open-Source
- RapidSVN: Linux (Gnome), Windows, Open-Source
- SmartSVN: Mac OS X, Windows, Linux, OS/2, proprietär
- TkRev: Unix/Linux, Windows, und Mac OS X
- Versions: Mac OS X, proprietär

Integriert in Dateibrowser:
- RabbitVCS: Linux (Gnome, XfCE)
- SCPlugin: Mac OS X (bis Version 10.5), Open-Source
- SmartSVN: Mac OS X, Windows, proprietär
- TortoiseSVN: Windows, Open-Source

Integriert in Entwicklungsumgebungen:
- Android Studio von Google
- AnkhSVN und VisualSVN für Microsoft Visual Studio
- Dreamweaver ab Version CS4 von Adobe Inc.
- Delphi ab XE von Embarcadero Technologies
- IntelliJ IDEA und PhpStorm von JetBrains Inc.
- Netbeans von Oracle Corporation
- PHPEdit von Waterproof
- Qt Creator von Qt Development Frameworks
- Subclipse und Subversive für Eclipse
- SQL Developer von Oracle
- Xcode von Apple

Integriert in Editoren:
- BBEdit: Mac OS X
- CODA Webeditor ab Version 1.5 von Panic Inc.: Mac OS X
- Meld: Linux
- oXygen (Editor): Mac OS X, Windows, Linux
- TextMate: Mac OS X

Weiterhin sind Plugins für Visual Studio, Visual Studio Code, NetBeans, KDevelop, Code::Blocks, Vim, TYPO3 und ASCET verfügbar. Die globale Administration (Benutzerrechte, Protokolle, …) erfolgt anwendungsabhängig über dessen Oberfläche oder weiterhin über spezielle Subversion-eigene Konfigurationsdateien.
Um auf ein Subversion-Repositorium lesend zuzugreifen, bieten viele Open-Source-Projekte einen Link auf ihren Webdienst an. Dieser präsentiert in übersichtlicher Form Inhalte von Dateien, Verzeichnissen und Logbüchern; auch Datei-Vergleiche und Downloads sind möglich.
Werden Subversion-Repositorien durch einen Apache-Webserver mit den Standard-Modulen mod_dav, mod_dav_svn und mod_authz_svn gehostet, ist neben dem vollen Zugriff über einen klassischen Subversion-Client auch ein Zugriff durch beliebige Browser über das WebDAV-Protokoll möglich.
Eine komfortablere Browser-Darstellung und -Bedienung mit größerem Funktionsumfang ist über ViewVC, Trac, Web, VisualSVN, Beanstalk oder Atlassian Fisheye möglich. Diese bieten teilweise einen wesentlich größeren Funktionsumfang wie ein integriertes Bugtracking, projektweite Suchfunktionen, Team-Unterstützung für Code Reviews, die Integration weiterer Versionsverwaltungssysteme wie Git, Continuous Integration oder weiterer Team-unterstützende Funktionen Foren, Chatfunktionen und Wikis.